# Глубокие воды (фильм, 2022)
«Глубокие воды» (англ. Deep Water) — американский фильм в жанре психологического и эротического триллера, экранизация одноимённого романа Патриции Хайсмит. Главные роли исполнили Бен Аффлек и Ана де Армас. Это первый фильм Эдриана Лайна в качестве режиссёра после ленты 2002 года «Неверная».
Изначально фильм «Глубокие воды» должен был выйти в прокат в ноябре 2020 года, но после нескольких переносов компания 20th Century Studios в декабре 2021 года сняла его с графика выпуска, а затем сообщила, что он будет транслироваться только на цифровых площадках. Позже появилось сообщение о начале кинотеатрального проката в России и странах СНГ с 18 марта 2022 года. Однако в начале марта было объявлено, что прокат фильма в России отменён по причине наложенных санкций в связи с вторжением России на Украину.

## Сюжет
Вик и Мелинда Ван Аллен — супружеская пара с дочерью Трикси, живущая в маленьком городке Литтл-Уэсли, штат Луизиана. Вик — инженер, сколотивший огромное состояние на разработке чипов управления, которые используются в боевых дронах. За свои выдающиеся достижения он в 45 лет вышел на пенсию и наслаждается жизнью. Мелинда давно потеряла интерес к мужу и браку, а свои потребности удовлетворяет при помощи любовников. Подробности их личной жизни известны общественности, ведь Мелинда даже не пытается скрывать свои измены, в то время как Вик молча со злостью ревнует, но прощает ей всё, потому что любит и не хочет разводиться.
На одну из вечеринок Мелинда приглашает своего нового любовника, музыканта Джоэла Дэша. Находясь наедине с Джоэлом, Вик говорит ему, что убил предыдущего любовника своей жены, Мартина Макрея, пропавшего без вести месяцем ранее. Слова Вика распространяются в обществе, заставляя Джоэла под воздействием страха прекратить общение с Мелиндой и поднять вопрос относительно правдивости истории. Но позже выясняется, что Мартин был найден застреленным кем-то другим, а над словами Вика все иронизируют.
Следующий любовник Мелинды, учитель игры на фортепиано Чарли де Лайл, приглашён на вечеринку в доме друзей супругов. Вик начинает импульсивно ревновать, когда видит как Мелинда откровенно флиртует и соблазняет Чарли в джакузи. Вскоре начинается дождь, и все в спешке уходят в дом. Вик остаётся наедине с любовником жены и душит его до смерти. Спустя некоторое время Мелинда замечает отсутствие Чарли в доме, и к своему ужасу обнаруживает его труп в джакузи. Во время допроса полицией Мелинда в истерике обвиняет Вика в убийстве Чарли, но ей никто не верит, а его смерть приписывают конвульсии. Однако её слова вызывают подозрения у писателя Дона Уилсона, с которым супруги познакомились накануне. Сговорившись с Мелиндой, Дон нанимает частного детектива, чтобы тот следил за каждым шагом Вика в поисках компромата. Вик замечает, что за ним по пятам следует одна и та же машина, и в один из дней застаёт жену за обедом с детективом, который выдаёт себя за психотерапевта. Вик быстро раскрывает этот заговор и срывает семейный обед Уилсонов, обвиняя Дона в тайной слежке.
Некоторое время спустя Мелинда воссоединяется со школьным бойфрендом Тони Кэмероном. Их отношения вызывают очередной приступ ревности у Вика. Он отвозит мужчину в лес под предлогом осмотра участка для строительства и расправляется с ним, забивая его камнями, а затем сталкивает его со скалистого холма и прячет труп в ручье. По прошествии нескольких дней Вик возвращается к ручью, чтобы забрать шарф Мелинды с пикника, который они устроили накануне, и заодно решает перепрятать труп Тони. Следивший всё это время за ним Дон ловит Вика с поличным на месте преступления и бросается к машине, чтобы сдать его полиции. Вик преследует его, и в результате погони Дон, не справившись с управлением, разбивается насмерть.
Тем временем Мелинда находит бумажник Тони с его удостоверением личности в одном из резервуаров для улиток Вика. Понимая, что муж совершенно точно замешан в пропаже Тони, она в панике начинает собирать вещи с намерением сбежать вместе с дочерью. Трикси, не желая уходить, топит их чемодан с вещами в джакузи. Поразмыслив, Мелинда принимает решение остаться и сжигает удостоверение Тони. Когда Вик возвращается домой, она сидит на лестнице и говорит ему, что видела Тони, намекая, что ей обо всём известно, но она не станет выдавать его.

### Концовка фильма
После выхода фильма у большинства зрителей и критиков его финал вызвал недоумение, многие посчитали идею одинакового начала и конца глупой, нелогичной и раздражающей.
Режиссёр Эдриан Лайн так объяснил это:
«Мне очень понравилась идея с одинаковым началом и концом. Возможно, не все сразу заметят, что это подчёркивает нездоровую одержимость главных героев друг другом и их вечное стремление провоцировать друг друга. В начале зрителю показывают их жизнь и её последствия, а в финале дают понять: как бы абсурдно это ни выглядело, им всё это по-настоящему нравится. Они сумасшедшие, два сапога — пара. Особенно запомнился момент, когда в конце Мелинда сжигает улики, говорит Вику, что видела Тони, и просто уходит, оставляя его в страхе и растерянности. Она решила покрыть его, потому что в глубине души любит его и не хочет, чтобы он оказался за решёткой. Позже он это осознает. Но это не значит, что их жизнь внезапно изменится. Мне нравится думать, что этот безумный круг будет повторяться снова и снова — пока однажды они просто не убьют друг друга».

## В ролях
| Актёр            | Роль              |
| ---------------- | ----------------- |
| Бен Аффлек       | Вик Ван Аллен     |
| Ана де Армас     | Мелинда Ван Аллен |
| Грейс Дженкинс   | Трикси Ван Аллен  |
| Трейси Леттс     | Дон Уилсон        |
| Кристен Коннолли | Келли Уилсон      |
| Джейкоб Элорди   | Чарли де Лайл     |
| Финн Уиттрок     | Тони Кэмерон      |
| Рейчел Бланчард  | Кристин Питерсон  |
| Лил Рел Хауэри   | Грант             |
| Брендан Миллер   | Джоэл Дэш         |
| Дэш Майхок       | Джонас Фернандес  |
| Джейд Фернандес  | Джен Фернандес    |
| Майкл Браун      | Джефф Питерсон    |
| Майкл Скиалабба  | Кевин Вашингтон   |
| Девин Тайлер     | Мэри Вашингтон    |
| Джефф Поуп       | Шеф Николс        |
| Пол Тилл         | Заместитель Кларк |
| Джульет Бретт    | Челси             |

## Производство
Разработка проекта началась в 2013 году: Эдриан Лайн намеревался стать режиссёром, а Fox 2000 Pictures должны были заняться финансированием. В 2018 году права на фильм были проданы кинокомпании Regency Enterprises. В 2019 году стало известно, что 20th Century Studios выступит в качестве дистрибьютора, а Зак Хелм и Сэм Левинсон напишут сценарий. В августе было объявлено, что Бен Аффлек и Ана де Армас сыграют главные роли.
Съёмки начались в Новом Орлеане 4 ноября 2019 года и закончились 18 февраля 2020 года. Весной того же года в прессе появилась информация о том, что на тестовых показах фильм не показал удовлетворительных результатов. Спустя полгода производство ленты возобновилось. В течение ноября 2020 года проходили дополнительные и повторные съёмки.

## Выпуск
Первоначально запланированный к выпуску 13 ноября 2020 года, фильм был отложен до 13 августа 2021 года из-за пандемии COVID-19, а позже до 14 января 2022 года. 9 декабря 2021 года фильм был снят с графика выпуска без объяснения причины. 13 декабря компания 20th Century Studios объявила, что кинотеатральный прокат фильма отменяется и что его выход состоится 18 марта 2022 года на цифровых площадках: сервис Hulu покажет ленту для внутреннего рынка, а Amazon для зарубежного.
Первый тизер-трейлер фильма был опубликован в сети кинокомпанией 20th Century Studios 14 февраля 2022 года. Полноценный трейлер вышел 7 марта 2022 года.

## Восприятие

### Коммерческий успех
В первый день выхода фильм сразу же занял первое место по просмотрам на Hulu, а спустя неделю было объявлено, что он стал одним из самых успешных проектов на сервисе за всё время его существования.
В течение 2022 года «Глубокие воды» неоднократно входили в десятку самых просматриваемых фильмов на Amazon Prime Video.

### Отзывы критиков
Фильм получил смешанные отзывы от критиков. 

На сайте-агрегаторе Rotten Tomatoes рейтинг одобрения составил 35 %  на основе 234 рецензий критиков со средней оценкой 5,3/10. Консенсус сайта гласит: «Зрители, отчаянно ищущие эротический триллер, могут посмотреть „Глубокие воды“, и они будут стоящими того, чтобы окунуться в них, но это далеко не лучшая работа режиссёра Эдриана Лайна». 

На Metacritic фильм получил 53 балла из 100 на основе 46 рецензий, что указывает на «смешанные или средние отзывы».
Дэвид Руни из The Hollywood Reporter похвалил Эдриана Лайна за возвращение в режиссёрское кресло, но рецензию на фильм написал отрицательную: «Взгляд Лайна на сценарий, невпопад написанный Заком Хелмом и Сэмом Левинсоном, полностью истощает историю войны одержимых супругов и их проступков, а также искажает всю тонкость и психологическую сложность романа, написанного Патрицией Хайсмит». Наталия Кеоган из Paste оценила фильм на 8 из 10, утверждая: «Есть большая вероятность, что фильм в итоге не оставит зрителю ничего, особенно тем, кто ждёт бурного, насыщенного страстью романа. Скорее напоминающий „Исчезнувшую“  с тем же Аффлеком, чем „Пятьдесят оттенков серого“, — или, если брать в качестве ориентира фильмографию Эдриана Лайна, скорее „Лолиту“, чем „Непристойное предложение“  — „Глубокие воды“ представляют собой психологическую игру, вызывающую пот и напряжение, которая постоянно стремится заинтриговать и взволновать. Первоначальная атмосфера бульварного романа, присущая книге Хайсмит, сохранена, что избавляет фильм от абсурдности, не подкреплённой хотя бы попыткой сказать нечто интересное. Каждое шокирующее раскрытие тайны добавляет новую деталь в запутанную историю, заставляя зрителей сомневаться в том, кому или чему можно верить, — а это делает огненный финал ещё более ошеломляющим».
Рекс Рид из Observer Media поставил „Глубоким водам“ три из четырёх звёзд, написав: «Бен Аффлек играет дьявольского мужа со спокойной, решительной уверенностью математика, решающего сложное уравнение. Ана де Армас играет жену с изобретательной чувственностью: она продолжает находить красивых мужчин, чтобы развлечься и избавиться от скуки, а он придумывает всё более изощрённые способы их убивать. Возглавляет выдающийся актёрский ансамбль актёр-драматург Трейси Леттс в роли подозрительного соседа, чьё радикальное раскрытие правды оборачивается для него фатальными последствиями. То, как она в конечном итоге ловит своего мужа и завершает игру, придаёт фильму эффектный момент «попался!», но „Глубокие воды“ поражают неожиданными шокирующими моментами там, где их меньше всего ждёшь. Это именно тот захватывающий и динамичный триллер от начала до конца, который мы раньше воспринимали как должное, но теперь видим всё реже — и который нам определённо не помешало бы видеть чаще». Адам Нэйман из The Ringer написал: «Триллеры, которым не удаётся эффектно закончиться, — обычное дело, и, учитывая слухи о проблемах в производстве, „Глубокие воды“ далеки от катастрофы — или от пикантного культового хита, которого, похоже, жаждет интернет-аудитория. Но фильм также недостаточно хорош, чтобы стать отправной точкой для возрождения жанра эротического триллера. Разочарование вызывает то, что люди, знающие своё дело, не смогли довести его до конца; остаётся ощущение упущенной возможности. В самой смешной — и самой очевидно хичкоковской сцене Вик наблюдает, как то, что он старался скрыть, внезапно оказывается у всех на виду. Виновато-нетерпеливое выражение лица Аффлека уморительно, как и его вялые попытки снова убрать улики с глаз долой. Это идеальный символ фильма, который на самом деле даже не пытается скрыть свои недостатки».